# Seznam ministrů zdravotnictví Československa
Toto je seznam ministrů zdravotnictví Československa, který obsahuje chronologický přehled všech členů vlád Československa působících v tomto úřadu (včetně ministrů zasedajících v těchto vládách pod odvozenými oficiálními názvy rezortu, jako ministr veřejného zdravotnictví a tělesné výchovy apod.)

## Ministři zdravotnictví první československé republiky 1918–1938
| #  | Jméno                     | Fotografie | Strana    | Vláda                                                                       | Funkční období                     | Poznámky                                                                                    |
| -- | ------------------------- | ---------- | --------- | --------------------------------------------------------------------------- | ---------------------------------- | ------------------------------------------------------------------------------------------- |
| 1  | Vavro Šrobár              |            | SNS SNaRS | vláda K. Kramáře 1. vláda V. Tusara 2. vláda V. Tusara                      | 14. listopadu 1918 – 15. září 1920 | Ministr zdravotnictví, od 25. května 1920 ministr veřejného zdravotnictví a tělesné výchovy |
| 2  | Ladislav Prokop Procházka |            | nestraník | 1. vláda J. Černého                                                         | 15. září 1920 – 26. září 1921      | Ministr veřejného zdravotnictví a tělesné výchovy                                           |
| 3  | Bohuslav Vrbenský         |            | ČSS       | vláda E. Beneše                                                             | 26. září 1921 – 7. října 1922      | Ministr veřejného zdravotnictví a tělesné výchovy                                           |
| 4  | Jan Šrámek                |            | ČSL       | 1. vláda A. Švehly                                                          | 7. října 1922 – 9. prosince 1925   | Ministr veřejného zdravotnictví a tělesné výchovy                                           |
| 5  | Alois Tučný               |            | ČSNS      | 2. vláda A. Švehly                                                          | 9. prosince 1925 – 18. března 1926 | Ministr veřejného zdravotnictví a tělesné výchovy                                           |
| 6  | Josef Schieszl            |            | nestraník | 2. vláda J. Černého                                                         | 18. března 1926 – 12. října 1926   | Správce ministerstva veřejného zdravotnictví a tělesné výchovy                              |
| 7  | Jan Šrámek                |            | ČSL       | 3. vláda A. Švehly                                                          | 12. října 1926 – 15. ledna 1927    | Správce ministerstva veřejného zdravotnictví a tělesné výchovy                              |
| 8  | Jozef Tiso                |            | HSĽS      | 3. vláda A. Švehly 1. vláda F. Udržala                                      | 15. ledna 1927 – 8. října 1929     | Ministr veřejného zdravotnictví a tělesné výchovy                                           |
| 9  | Jan Šrámek                |            | ČSL       | 1. vláda F. Udržala                                                         | 8. října 1929 – 7. prosince 1929   | Správce ministerstva veřejného zdravotnictví a tělesné výchovy                              |
| 10 | Franz Spina               |            | BdL       | 2. vláda F. Udržala 1. vláda J. Malypetra 2. vláda J. Malypetra             | 7. prosince 1929 – 4. června 1935  | Ministr veřejného zdravotnictví a tělesné výchovy                                           |
| 11 | Ludwig Czech              |            | DSAP      | 3. vláda J. Malypetra 1. vláda M. Hodžy 2. vláda M. Hodži 3. vláda M. Hodži | 4. června 1935 – 11. dubna 1938    | Ministr veřejného zdravotnictví a tělesné výchovy                                           |
| 12 | Ivan Dérer                |            | ČSDSD     | 3. vláda M. Hodži                                                           | 11. dubna 1938 – 10. května 1938   | Správce ministerstva veřejného zdravotnictví a tělesné výchovy                              |
| 13 | František Ježek           |            | NSj       | 3. vláda M. Hodži                                                           | 10. května 1938 – 22. září 1938    | Ministr veřejného zdravotnictví a tělesné výchovy                                           |
| 14 | Stanislav Mentl           |            | nestraník | 1. vláda J. Syrového                                                        | 22. září 1938 – 4. října 1938      | Ministr veřejného zdravotnictví a tělesné výchovy                                           |

## Ministři zdravotnictví druhé československé republiky 1938–1939
| # | Jméno             | Fotografie | Strana          | Vláda                | Funkční období                     | Poznámky                                                                                         |
| - | ----------------- | ---------- | --------------- | -------------------- | ---------------------------------- | ------------------------------------------------------------------------------------------------ |
| 1 | Petr Zenkl        |            | nár. soc. (SNJ) | 2. vláda J. Syrového | 4. října 1938 – 1. prosince 1938   | Ministr veřejného zdravotnictví a tělesné výchovy                                                |
| 2 | Vladislav Klumpar |            | SNJ             | 1. vláda R. Berana   | 1. prosince 1938 – 15. března 1939 | Ministr sociální a zdravotní správy (sloučení dosavadních rezortů sociální péče a zdravotnictví) |

## Ministři zdravotnictví exilových vlád Československa
| # | Jméno     | Fotografie | Strana | Vláda              | Funkční období                     | Poznámky                                                                           |
| - | --------- | ---------- | ------ | ------------------ | ---------------------------------- | ---------------------------------------------------------------------------------- |
| 1 | Ján Bečko |            | ČSSD   | 2. vláda J. Šrámka | 12. listopadu 1942 – 5. dubna 1945 | Pověřen agendou ministra zdravotnictví a tělesné výchovy (londýnská exilová vláda) |

## Ministři zdravotnictví poválečného Československa
| # | Jméno           | Fotografie | Strana | Vláda | Funkční období                    | Poznámky                                                                                  |
| - | --------------- | ---------- | ------ | --- | --------------------------------- | ----------------------------------------------------------------------------------------- |
| 1 | Adolf Procházka |            | ČSL    | 1. vláda Z. Fierlingera 2. vláda Z. Fierlingera 1. vláda K. Gottwalda                                               | 4. dubna 1945 – 20. února 1948    | Ministr zdravotnictví                                                                     |
| 2 | Josef Plojhar   |            | ČSL    | 2. vláda K. Gottwalda vláda A. Zápotockého a V. Širokého 2. vláda V. Širokého 3. vláda V. Širokého vláda J. Lenárta | 25. února 1948 – 8. dubna 1968    | Ministr zdravotnictví                                                                     |
| 3 | Vladislav Vlček |            | ČSL    | 1. vláda O. Černíka                                                                                                 | 8. dubna 1968 – 31. prosince 1968 | Ministr zdravotnictví. Pak od 1. ledna 1969 rezort po provedení federalizace ČSSR zrušen. |